# Julskivan (musikalbum)
Julskivan är ett julalbum av blandade artister, utgivet den 15 november 2006 i samarbete med Stiftelsen Friends mot mobbning i skolorna. Skivan innehåller nyskrivna julsånger, de flesta duetter. framförda av kända svenska artister.

## Spår
| Nr | Låttitel                       | Artist                                |
| -- | ------------------------------ | ------------------------------------- |
| 1  | Tiden är vår                   | Samtliga artister (utom Nordman)      |
| 2  | Under stjärnan som lyser inatt | Gladys del Pilar & Magnus Bäcklund    |
| 3  | Tre vise männen                | Dogge & Doggelillos                   |
| 4  | Glädjens tid                   | Frida von Schewen & Sven-Bertil Taube |
| 5  | Julen för mej                  | Nordman                               |
| 6  | När julen kommer               | Arvingarna                            |
| 7  | Merry Christmas                | Velvet & Chris Lindh                  |
| 8  | Ljus                           | Gunilla Backman & Frank Ådahl         |
| 9  | Himlen har landat              | Kayo & Tommy Ekman                    |
| 10 | Gott nytt år                   | Shirley Clamp & Brolle Jr             |
| 11 | I morgon                       | Sandra Oxenryd                        |
| 12 | Vinterland                     | Janne Åström                          |